# Orquestra de Câmara de São Francisco
A Orquestra de Câmara de São Francisco é uma orquestra baseada em São Francisco, Califórnia, Estados Unidos. A orquestra foi fundada pelo maestro Adrian Sunshine tendo estreado em Abril de 1953. Os músicos nos primeiros anos eram todos membros da Orquestra Sinfônica de São Francisco. Sunshine deixou a orquestra em 1958. Edgar Braun serviu como diretor musical da orquestra do fim da década de 1960 até 2002. Em 2002, Benjamin Simon tornou-se o diretor musical da orquestra.